# Østrup (Vesthimmerlands Kommune)
Østrup ist eine dänische Ortschaft mit 253 Einwohnern (Stand 1. Januar 2023) im westlichen Himmerland. Die Ortschaft ist seit der Kommunalreform 2007 Bestandteil der Vesthimmerlands Kommune in der Region Nordjylland. Zuvor war sie Bestandteil der Aars Kommune im Amt Nordjütland. 
Vognsild liegt etwa sieben Kilometer nördlich von Aalestrup, acht Kilometer südlich von Aars und neun Kilometer östlich von Farsø.